# Rio Vidå
O rio Vidå ou rio Wiedau (em frísio setentrional: Widuu) é um rio com 69 km de comprimento na região da Dinamarca do Sul, e que define parte da fronteira Alemanha-Dinamarca. 
Até à Guerra Dano-Prussiana de 1864, o Vidå/Wiedau estava localizado no território do Ducado de Schleswig, que tinha sido um feudo do Reino da Dinamarca e foi governado pelo rei dinamarquês como duque (vassalo). Com o Tratado de Gastein de 1865, Schleswig veio para a Prússia. Desde 1867, o Vidå/Wiedau estava localizado na província de Schleswig-Holstein. Após a Primeira Guerra Mundial, realizou-se um referendo em Schleswig do Norte e em partes de Schleswig do Sul em 1920. O resultado da votação conduziu a uma nova definição da fronteira estatal entre a Dinamarca e a Alemanha. Desde então, o rio tem sido ocasionalmente, mas incorretamente, referido como o fluxo fronteiriço entre os dois Estados. Até à reforma estrutural dinamarquesa em 2007, o rio estava localizado no escritório de Sanderjyllands, o antigo Schleswig do Norte.

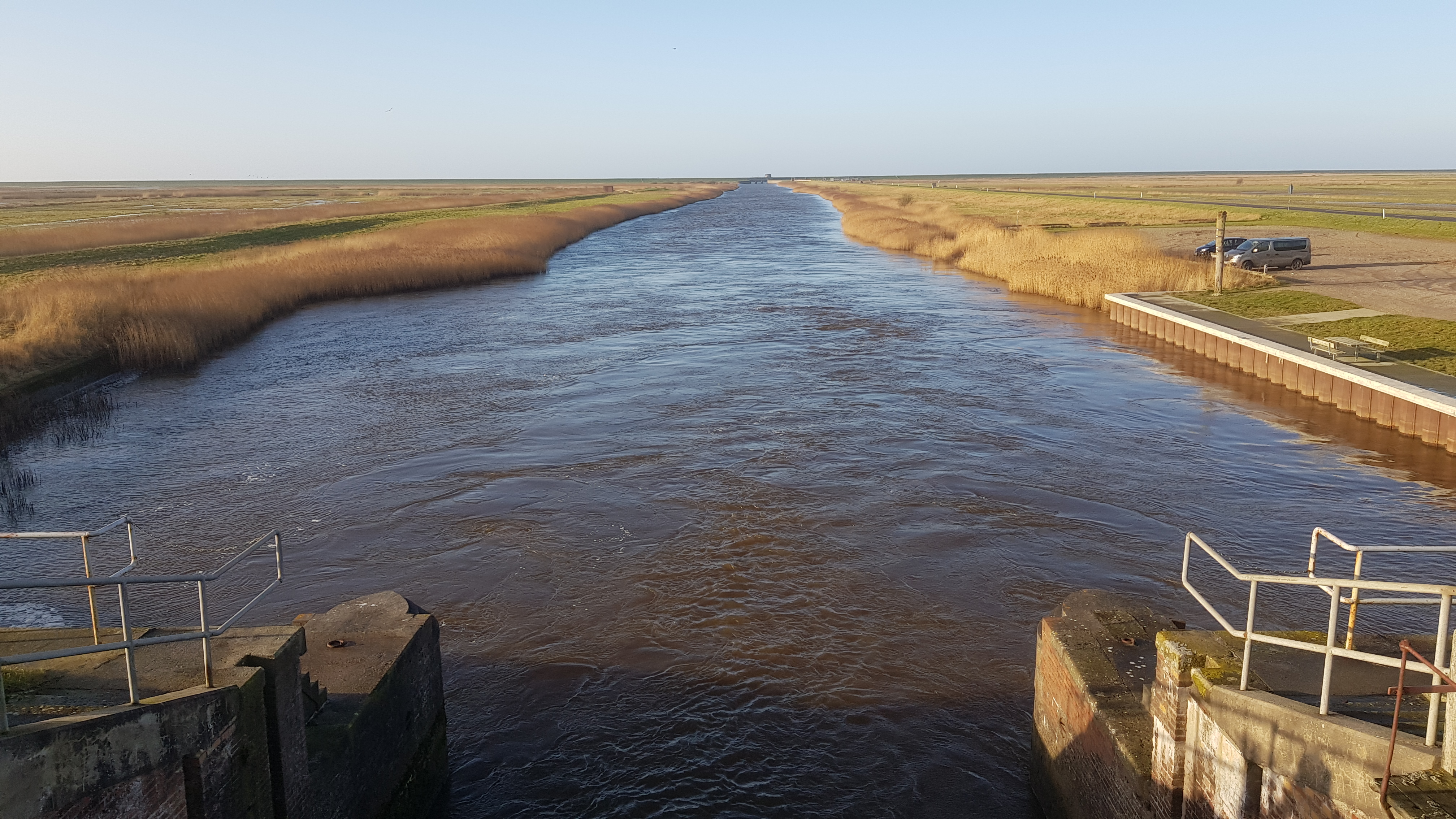
O rio Vidå no seu trecho final